# Gartengang

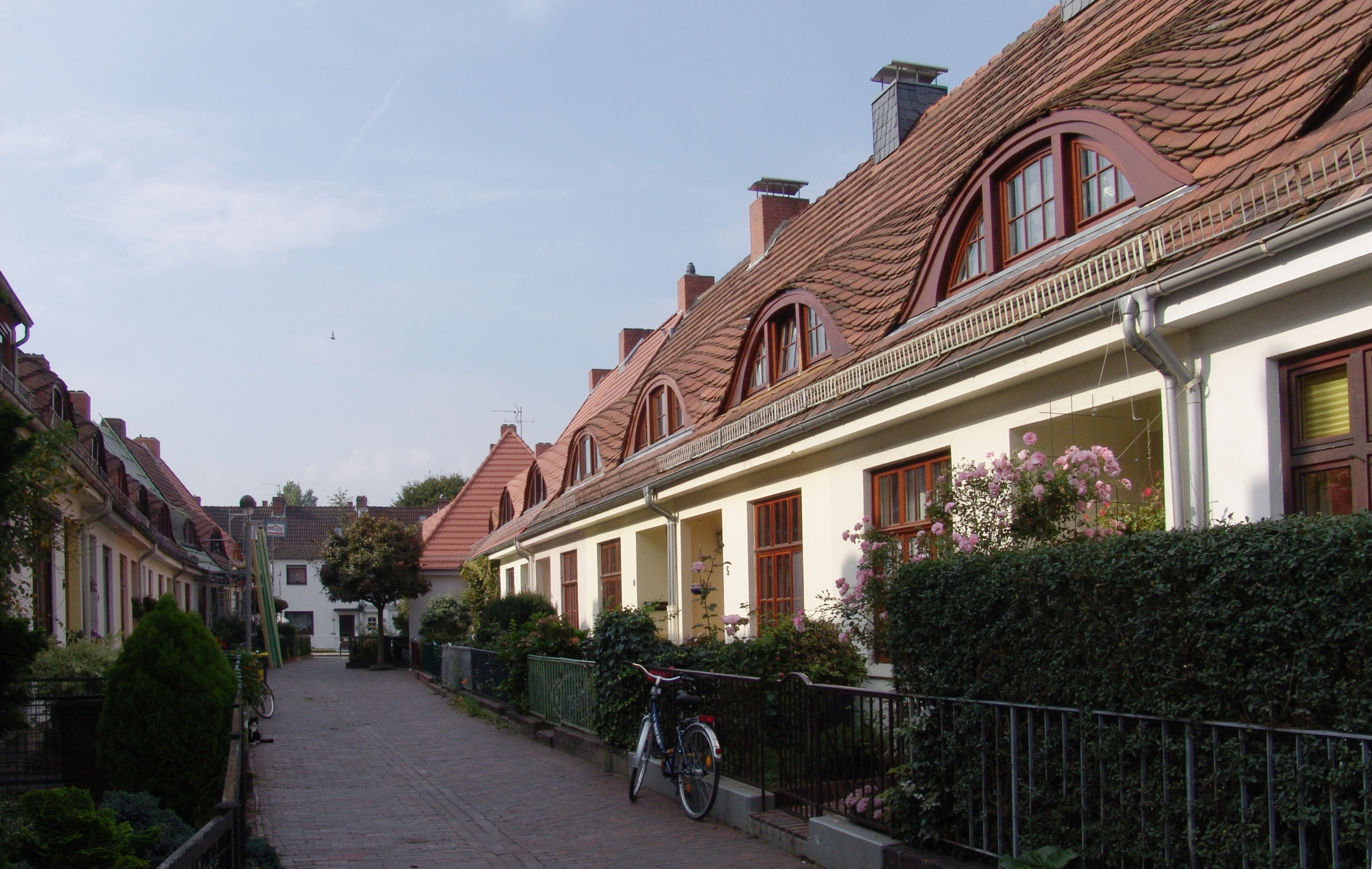
Gartengang im Feierabendweg in Bremen

Ein Gartengang ist ein schmaler Zugangsweg zu Häusern. Definiert wird der Gartengang wohl erstmals im bremischen Gesetz über den Bau von Kleinhäusern vom 18. Juli 1913 als Straße mit verminderten Anforderungen. Ausgelegt war ein Gartengang demnach für Fußgänger, Karren sowie Handwagen und musste nur 3 m Breite aufweisen:§1. Der heute wohl bekannteste Gartengang ist der Feierabendweg im Bremer Stadtteil Gröpelingen.
Der Gartengang gilt als gutes Beispiel für die indirekte Förderung im sozialen Wohnungsbau in Deutschland, die durch eine Abwertung des Wohnumfeldes Anreize für private Erschließung setzt:207. Die Abwertung in diesem Fall ist die fehlende Erschließung durch eine Autostraße, wie sie in Bremen seit 1841 vorgeschrieben gewesen war. Gartengänge durften auf einer Länge von 150 m mit einstöckigen Gebäuden bebaut werden. Auf diese Weise sollte einerseits einfacher bezahlbarer Wohnraum zur Deckung des Arbeitskraftbedarfes, andererseits eine Alternative zu Wohnblöcken geschaffen werden sowie neues Bauland erschlossen werden:207.
Das Konzept des Gartengangs machte auch über Bremen hinaus Schule. Gleichwohl finden sich – insbesondere vor Beginn des 20. Jahrhunderts – auch Referenzen auf Gartengang, die einfach Wege durch Gärten bezeichnen.
Abzugrenzen davon ist der Dunggang/Dungweg, der die Rückseite von Reihenhäusern erschließt, falls dort keine weitere Zeile anschließt.